# پابلیک بانک برحد

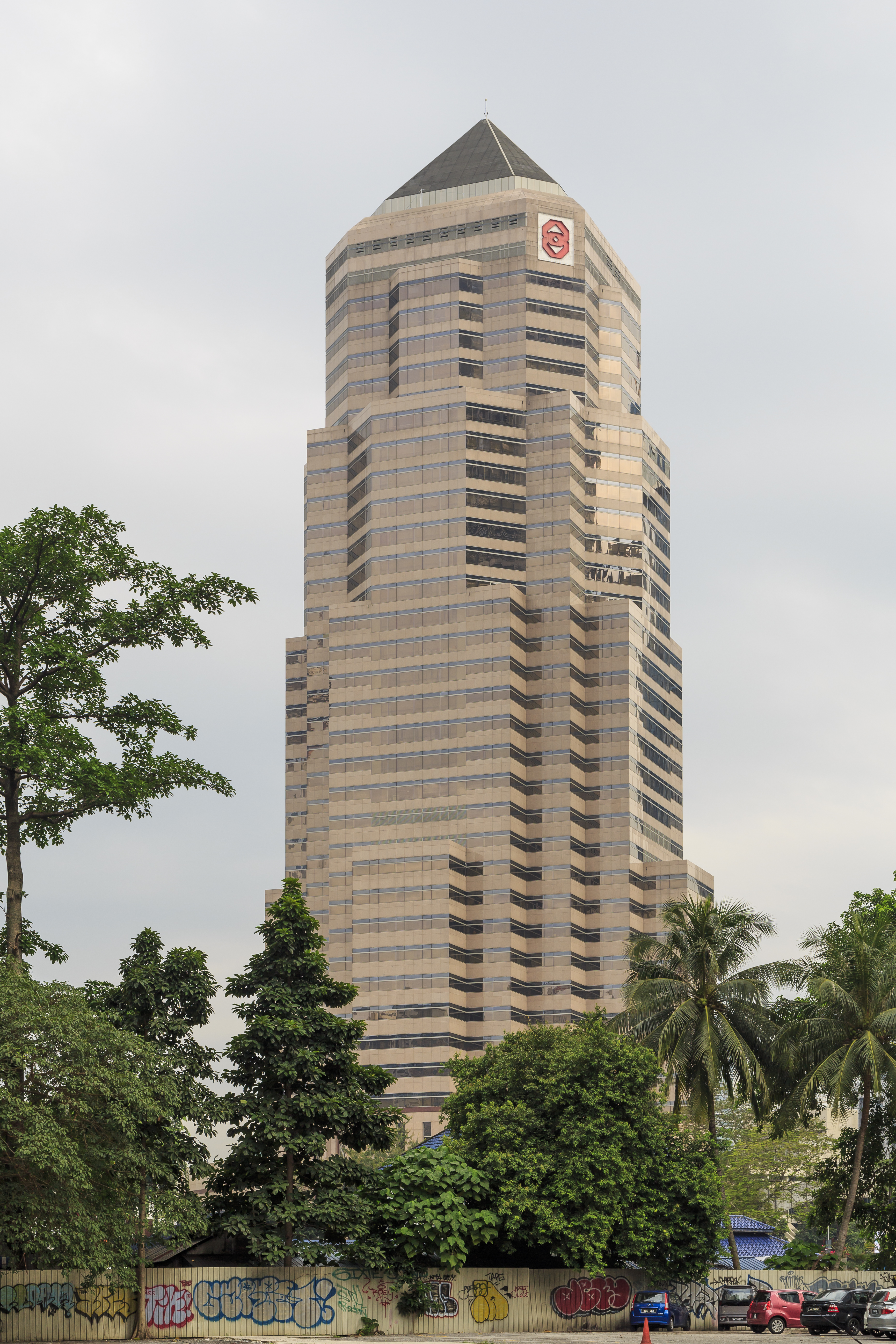
ساختمان مرکزی پابلیک بانک برحد

پابلیک بانک برحد (به انگلیسی: Public Bank Berhad) شرکت خدمات مالی مالزیایی است، که در سال ۱۹۶۷ توسط ته هونگ پیو تأسیس شد و در حال حاضر دارای ۲۵۰ شعبه در کشورهای هنگ کنگ، ویتنام، سری‌لانکا، مالزی، سنگاپور، چین، لائوس و کامبوج می‌باشد.
شعبه مرکزی پابلیک بانک برحد در شهر کوالالامپور قرار دارد و بخشی از سهام آن در بازار بورس مالزی معامله می‌شود.